# نیو رم (ویسکانسین)
نیو رم (به انگلیسی: New Rome) یک منطقهٔ مسکونی در ایالات متحده آمریکا است که در رم واقع شده‌است. نیو رم ۲۸۴٫۹۹ متر بالاتر از سطح دریا قرار دارد.